# John Montgomery (affärsman)
John Montgomery, född i februari 1695, död 28 juni 1764 i Stockholm, var en skotsk-svensk affärsman. Han var far till Robert Montgomery.
John Montgomery var son till köpmannen John Montgomery. Han ägnade sig först åt affärsverksamhet i Glasgow innan han någon gång 1721–1725 slog sig ned som köpman i Stockholm. Under den rådande högkonjunkturen på järnmarknaden skaffade sig Montgomery bruksegendomar, bland annat köpte han 1731 Torby och Antskogs säterirusthåll i Nyland och återuppbyggde där de förstörda bruken Fiskars och Antskog. Under de följande åren köpte han fler bruk i trakterna som Koskis bruk med Kulla masugn 1737. I Sverige köpte han bland annat Herrängs gruva. För att få råd med köpen var han dock tvungen att skuldsätta sig och var 1740 tvungen att medge fordringsägarna stora inteckningar i bruken. Efterhand var han tvungen att ge upp sina egendomar, 1749 överlät han Herräng och 1752 alla sina ägor i Finland till handelshuset Tottie, som då sedan flera år som förlagsmän haft det bestämmande inflytande över bruken.
Han naturaliserades 1736 som svensk adelsman under namnet Montgomery.